# Cosmas Kiplimo Lagat
Cosmas Kiplimo Lagat (Kenia, 1995) es un atleta keniata especializado en carreras de larga distancia y pruebas de maratón. Posee un récord personal de 29:17.0 en la prueba de 10 000 metros, obtenido en Nairobi el 8 de junio de 2012 y una marca de 2:08:14 en el Maratón, obtenida el 21 de febrero de 2016 en Sevilla (España). Fue el ganador del Maratón de Sevilla en los años 2014 y 2016.